# 鐘形珊瑚
鐘形珊瑚（学名：Halomitra pileus）为蕈珊瑚科鐘形珊瑚屬下的一个种。